# Боб и Кэрол и Тед и Элис
«Боб и Кэрол и Тед и Элис» — американская драматическая комедия 1969 года, снятая Полом Мазурски по сценарию Мазурски и Ларри Такера, который также продюсировал фильм, с Натали Вуд, Робертом Калпом, Эллиоттом Гулдом и Дайаной Кэннон  в главных ролях. Музыка к фильму была написана Куинси Джонсом. Оператором фильма стал Чарльз Лэнг. Фильм получил четыре номинации на премию Оскар, в том числе за роли Гулда и Кэннон. Патрисия Уэллс написала роман в мягкой обложке по сценарию Пола Мазурски и Ларри Такера.

## Сюжет
После уик-энда эмоциональной честности, проведённого в стиле уединения в институте Эсален, снобы Боб и Кэрол Сандерс из Лос-Анджелеса (Роберт Калп и Натали Вуд) возвращаются домой, полные решимости принять полную открытость. Они делятся энтузиазмом и восторгами по поводу своей новой философии со своими более консервативными друзьями Тедом и Элис Хендерсон (Эллиот Гулд и Дайан Кэннон), у которых остаются сомнения. Вскоре у режиссёра Боба возникает роман с молодой ассистенткой-постановщиком на съёмках фильма в Сан-Франциско. Вернувшись домой, он признается Кэрол в своей связи, описывая это событие как чисто физическое, а не эмоциональное чувство. К удивлению Боба, Кэрол полностью принимает его внебрачное поведение. Позже Кэрол радостно рассказывает об этом Теду и Элис, когда они уходят с ужина. Обеспокоенная неверностью Боба и откровенностью Кэрол, Элис чувствует недомогание по дороге домой. В ту ночь они с Тедом с трудом справляются с новостями перед сном. Но со временем они начинают понимать, что Боб и Кэрол действительно в порядке. Тед признаётся Бобу, что однажды у него было искушение завязать роман, но он не довёл его до конца; Боб уговаривает Теда поддержать эту связь, обосновав так: «Ты всё равно останешься виноватым. Пусть хоть не зря».
Во время очередного визита в Сан-Франциско Боб решает пропустить вторую встречу с молодой женщиной и вместо этого вернуться домой на день раньше. Когда он приезжает, он обнаруживает, что у Кэрол роман с её инструктором по теннису. Поначалу возмущённый Боб быстро понимает, что интерес был не платонический, как и его собственная интрижка. Он успокаивается и даже завязывает разговор за выпивкой с этим мужчиной.
Когда две пары вместе едут в Лас-Вегас, Боб и Кэрол раскрывают роман Кэрол Теду и Элис. Затем Тед признаётся в интрижке во время недавней деловой поездки в Майами. Возмущённая Элис требует, чтобы этот новый этос был доведён до очевидного, по её мнению, завершения: четвёрка свингеров. Тед неохотно объясняет, что любит Кэрол «как сестру», но в конце концов обнаруживает, что находит её привлекательной. Обсудив это, все четверо снимают одежду и вместе ложатся в кровать. Обменявшись партнёрами, Боб и Элис страстно целуются, как и Тед с Кэрол, но через несколько мгновений все четверо просто останавливаются.
Кадр сменяется парами, идущими к лифту, спускающимися на нём и выходящими из казино рука об руку со своими первоначальными партнёрами. Толпа мужчин и женщин, принадлежащих к разным культурам и расам, собирается на стоянке казино, где четыре главных героя обмениваются долгими взглядами друг с другом и с незнакомцами, что напоминает невербальное общение, показанное в ранней сцене уединения. В этой финальной сцене музыкальная тема фильма напоминает зрителю, что «сейчас миру нужна любовь». Титры пробегают, когда пары смотрят друг другу в глаза.

## В ролях
| Актёр                    | Роль                |
| ------------------------ | ------------------- |
| Натали Вуд               | Кэрол Сандерс       |
| Роберт Калп              | Боб Сандерс         |
| Эллиотт Гулд             | Тед Хендерсон       |
| Дайан Кэннон             | Элис Хендерсон      |
| Хорст Эберсберг          | Хорст               |
| Ли Бергер                | Эмилио              |
| Доналд Ф. Мюик           | Психиатр            |
| Noble Lee Holderread Jr. | Шон Сандерс         |
| К. Т. Стивенс            | Филлис              |
| Селеста Ярналл           | Сьюзан              |
| Линн Борден              | Каттер              |
| Грег Мюлляви             | Руководитель группы |
| Линда Бертон             | Стюардесса          |
| Лейф Гаррет              | Джимми Хендерсон    |

## Музыка
Музыка к фильму была написана, аранжирована и сдирижирована Куинси Джонсом. В ней Джеки ДеШэннон исполнила пьесу Берта Бакарака и Хэла Дэвида «What the World Needs Now Is Love», а Сара Воан исполнила «I know that my Redeemer liveth» из III части «Мессии» Генделя. Альбом саундтреков был выпущен на лейбле Bell Records в 1969 году. The Vinyl Factory заявили, что «в 1969 (напряжённый год для этого человека) Джонс выпустил этот блестящий саундтрек с его щедрыми аранжировками на струнах и джазовыми интермедиями… Звучит так, будто много работы было вложено в нетрадиционный саундтрек для нетрадиционного фильма о сексуальных экспериментах».

### Список треков
Автор композиций — Куинси Джонс, если не указано иное.
1. «Main Title From Bob & Carol & Ted & Alice (Handel's Hallelujah Chorus)» (Георг Фридрих Гендель в адаптации Куинси ДЖонса) — 2:24
2. «Sun Dance (Handel's Messiah Pt. 3)» (Гендель в адаптации Джонса) — 3:46
3. «Giggle Grass» — 2:30
4. «Sweet Wheat» — 3:31
5. «What The World Needs Now (Instrumental)» (Берт Бакарак, Хэл Дэвид) — 3:07
6. «What The World Needs Now» (Бакарак, Дэвид) — 3:48
7. «Celebration of Life (Instrumental) (Handel's Hallelujah Chorus)» (Гендель в адаптации Джонса) — 2:54
8. «Sun Dance (Instrumental) (Handel's Messiah Pt. 3)» (Гендель в адаптации Джонса) — 3:31
9. «Dynamite» — 2:34
10. «Flop Sweat» — 3:27

### Исполнители
- Неизвестный оркестр в аранжировке и дирижировании Куинси Джонса
- Меррили Раш (трек № 6), Сара Воан (трек № 2) − вокал

## Релиз
«Боб и Кэрол и Тед и Элис» стал первым американским фильмом, открывшим Нью-Йоркский кинофестиваль 16 сентября 1969 года. Его премьера состоялась 8 октября 1969 года в кинотеатре «Cinema I» в Нью-Йорке перед праздничными выходными, посвящёнными Дню Колумба.

## Отзывы и критика
«Боб и Кэрол и Тед и Элис» стал визитной карточкой Пола Мазурски и имел успех у критиков и коммерческий успех. Это был шестой по размеру кассовых сборов 1969 года. За первую неделю он собрал 50 000 долларов, установив рекорд. После его выхода на экраны появились другие фильмы, посвящённые обмену супругами, неверности и другим типам экспериментов с межличностными отношениями в американском обществе. Сам Мазурски написал ещё несколько историй, действие которых происходит в Калифорнии, в том числе «Алекс в стране чудес» и «Без гроша в Беверли-Хиллз».
Винсент Кэнби из «The New York Times» раскритиковал фильм как «неприятный, потому что он превосходит своих персонажей, что немаловажно, потому что Боб, Кэрол, Тед и Элис задумывались как забавные, но лишённые чувства юмора болваны, которые не лучше могут справиться со своим сексуальным раскрепощением, чем Люси и Дези или Оззи и Харриет». Роджер Эберт из «Chicago Sun-Times», однако, дал фильму четыре звезды из четырёх и написал: «Гениальность „Боба и Кэрол и Теда и Элис“ состоит в том, что он понимает особую природу морального кризиса для американцев в этой возрастной группе, и понимает, что его можно рассматривать в комедии". Чарльз Чамплин из «Los Angeles Times» назвал картину «блестящей социальной комедией и фильмом, который может рассказать о вас больше, чем любой фильм, который вы увидите в этом году». Джин Сискел из «Chicago Tribune» поставил фильму три с половиной звезды из четырёх и назвал его «лучшей комедией года» с игрой «в высшей степени нежной и правдоподобной». Гэри Арнольд из The Washington Post объявил фильм «самой острой американской комедией за несколько лет… Это может быть та же старая супружеская война, но линии фронта и оружие современны, и в этом вся разница между «новой» комедией и вторичной комедией». В статье для «The New Yorker» кинокритик Полин Кейл похвалила и фильм, и режиссёра Мазурски, назвав его «крутым, шлюхатым фильмом и самой живой американской комедией этого года. Мазурски, режиссируя свою первую картину, развил стиль из сатирического импровизационного театра ревю — он и Такер [соавтор] были частью Второй Городской труппы — и из телеситкома, и, с мастерством и остроумием, сделал эту смесь работающей, и, хотя это выглядит обычным, это не так». Джон Саймон назвал «Боб и Кэрол и Тед и Элис» «достойными сожаления».
Фильм получил 79% баллов на основе 19 обзоров на агрегаторе Rotten Tomatoes.
Натали Вуд решила рискнуть своим гонораром в размере 750 000 долларов на проценты от суммы кассовых сборов, заработав 5 миллионов долларов в течение трёх лет. Она глубоко сожалела об отказе от аналогичного предложения из-за кассовых сборов «Вестсайдской истории».

## Награды и премии
- «Боб и Кэрол и Тед и Элис» были номинированы на четыре премии «Оскар» в 1970 году: за лучшую операторскую работу, лучший оригинальный сценарий, лучшую мужскую роль второго плана в исполнении Гулда и лучшую женскую роль второго плана в исполнении Кэннон.
- Фильм получил премию сообщества кинокритиков Нью-Йорка в 1969 году за лучшую женскую роль второго плана (Кэннон) и лучший сценарий и премию Гильдии сценаристов США в том же году за лучший сценарий американской комедии, написанный непосредственно для большого экрана[17].

## Телеверсия
Ситком от Screen Gems, основанный на фильме, вышел на канале ABC в сезоне 1973–1974 годов с Анитой Джиллетт, Робертом Урихом, Дэвидом Спилбергом и Энн Арчер в главных ролях. 10-летняя Джоди Фостер также появилась в роли дочери Теда и Алисы (отличие от фильма, в котором у Теда и Алисы был сын).
Из-за откровенно сексуального характера фильма — когда он был выпущен, ему был присвоен рейтинг R — большая часть юмора не могла быть переведена в сетевой телепроект. Таким образом, персонажей нужно было существенно «смягчить», потеряв большую часть остроты фильма. Сериал был неудачным и был отменён после всего лишь одного сезона.

## Отражение в массовой культуре
- «Шоу Кэрол Бёрнетт» использовало «Боб и Кэрол и Тед и Элис» в качестве основы для скетча в сезоне 3, эпизоде 9 в 1969 году.
- Название эпизода ситкома «Новенькая» 2016 года «Боб и Кэрол и Ник и Шмидт» — это пьеса с названием фильма.
- Наряду с «Влюбленным Блумом» Мазурски (1973), «Боб и Кэрол и Тед и Элис» сопровождали открытие кинотеатра New Beverly Cinema Квентина Тарантино в Лос-Анджелесе в 2014 году.
- Комедийная телепрограмма Second City Television создала комедийную пародию на фильм под названием «Гарт и Горд и Фиона и Элис», «канадский фильм, сделанный для канадцев канадцами» и распространяемый American Films International.